# Les Noës-près-Troyes
Noës-près-Troyes – miejscowość i gmina we Francji, w regionie Grand Est, w departamencie Aube.
Według danych na rok 1990 gminę zamieszkiwało 3398 osób, a gęstość zaludnienia wynosiła 4655 osób/km².